# Kostel Nejsvětější Trojice (Velká Štáhle)
Římskokatolický kostel Nejsvětější Trojice ve Velké Štáhli je pozdně gotickou stavbou z roku 1606. Kostel byl prohlášen v roce 2003 kulturní památkou České republiky.

## Historie
První písemná zmínka o obci pochází z roku 1298. V letech 1576–1606 byl vystavěn v pozdně gotickém slohu kostel Nejsvětější Trojice, který nechal postavit Jan Kobylka z Kobylího a na Sovinci, protestantský majitel panství. Po ukončení třicetileté války proběhla rekatolizace a Velká Štáhle byla přifařena k Moravici. Samostatnou farností byla od roku 1922.
Kostelní věž, podle kroniky, byla zapálená bleskem v roce 1860 a kostel vyhořel. V roce 1862 byl opravený kostel znovu vysvěcen a v roce 1863 byla původní cibulová báň byla nahrazena jednodušší přilbovou střechou. Opravován byl v roce 1899.
Kostel patří Římskokatolické farnosti Velká Štáhle, Děkanát Bruntál.

## Popis
Jednolodní zděná stavba pozdně gotická s hranolovou věží v průčelí. Díky tomu, že se jednalo původně o protestantský kostel, dosud se zachovalo původní tribunové vybavení. Původní vnitřní vybavení, které je známo z inventářů, se nedochovalo. Kostel byl modernizován v sedmdesátých letech 20. století.
Varhany od olomouckého varhanáře Johanna Blasmeyera, v roce 1926 renovované, byly nahrazeny novými od krnovské varhanářské firmy Rieger. 
Zvony byly ve věži tři. Největší pocházel z roku 1572 a nesl nápis: Tento zwonecz ulil mistr jan konwarz a zwonarz z letowycz 1572 leta. Zvon ulil zvonař Jan z Letovic. Prostřední zvon byl ulit v roce 1693 a nesl nápis: ONORI S(ANCTI) JOANNIS BAPTISTAE DICATA ET CONSECRATA P(AULUS) R(EIMER) F(ECIT) O(LOMUCII) 1693. Zvon slil olomoucký zvonař Pavel Reimer. Malý zvon z roku 1795 nesl nápis: JESUS MARIA JOSEPH STEHET UNS BEI. ANTON OBLETTER 1795. Zvon slil olomoucký zvonař Antonín Obletter. Tyto tři zvony byly zničeny při požáru kostela v roce 1860. Další bronzové zvony, které byly pořízeny za zničené, byly rekvírovány v době první světové války. Umíráček pochází z roku 1861. V roce 1971 byly z Vlčnova převezeny dva ocelové zvony z roku 1920, vyrobené brněnskou firmou Manoušek. Doplnili ve věži počet zvonů na tři. Třetí ocelový zvon byl vyroben ve Vítkovických železárnách.
V letech 1900–1901 byl instalován do věže hodinový stroj, který vyrobil bruntálský hodinář Jan Proske. U příležitosti 400. výročí stavby kostela (2006) byly instalovány nové elektrické věžní hodiny.